# إميل روي
إميل روي (بالإنجليزية: Emil Roy)‏ هو لاعب كرة قاعدة أمريكي، ولد في 26 مايو 1907 في Brighton, Boston ‏ في الولايات المتحدة، وتوفي في 5 يناير 1997 في كريستال ريفر في الولايات المتحدة.

## وصلات خارجية
- إميل روي على موقعبيزبول رفرنس.كوم (الدوري الرئيسي) (الإنجليزية)